# Rue Oulianov
La rue Oulianov (Улица Улья́нова) est une rue du centre-ville de Nijni Novgorod en  Russie. Elle part de la place de Minine et Pojarski jusqu'à la rue du Travail (Troudovaïa). Elle doit son nom au père de Lénine, Ilia Oulianov, qui fut professeur au lycée de garçons qui se trouvait dans cette rue. Elle s'appelait à l'époque la rue Saint-Tikhon (Tikhonovskaïa), du nom de l'église qui s'y trouvait aussi et qui a été démolie.  

## Édifices remarquables
Édifices protégés:

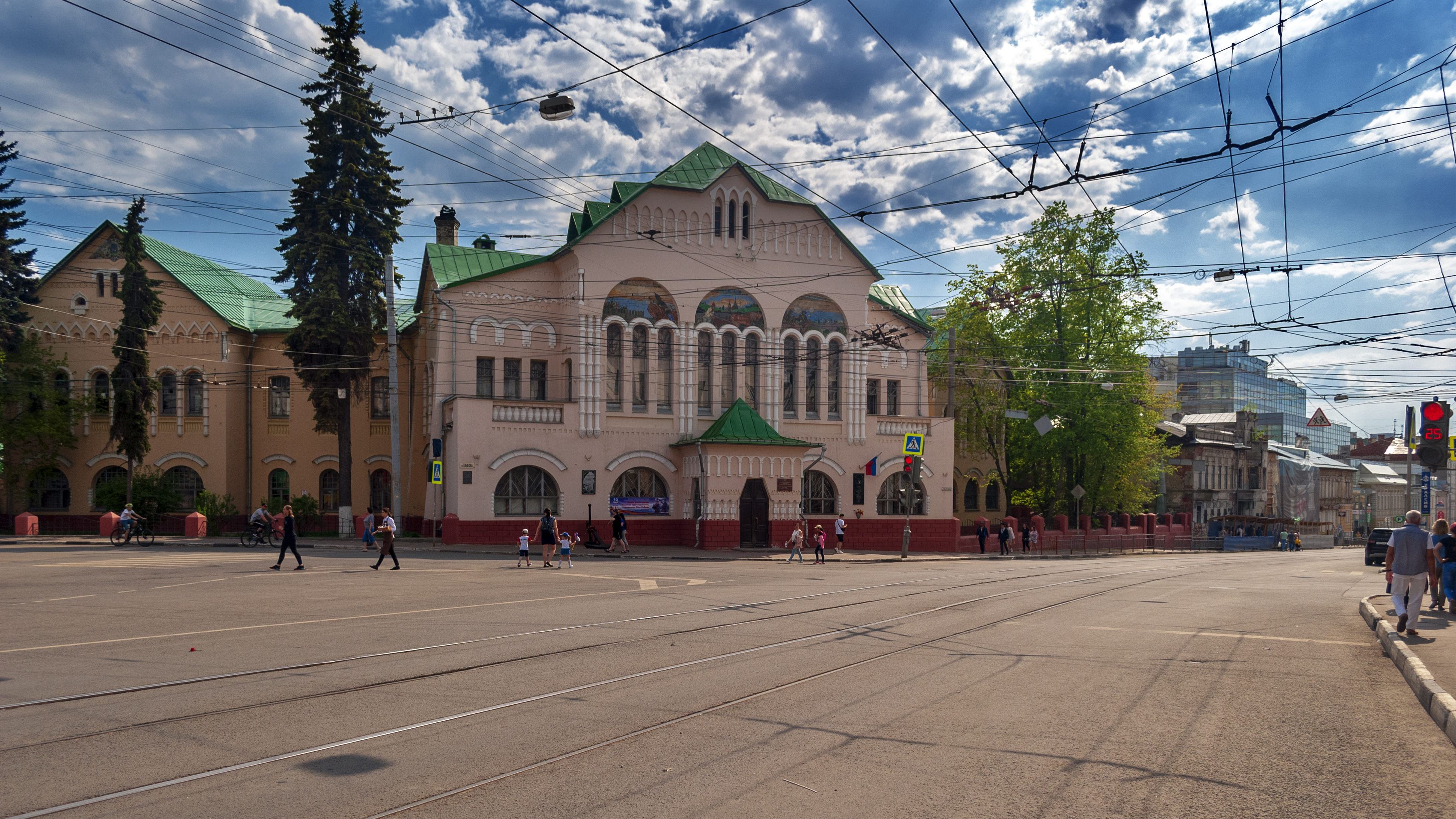
Ancienne banque foncière des paysans, aujourd'hui Palais Tchkalov.

- Ancienne banque foncière des paysans, à l'angle de la rue Piskounov. Aujourd'hui Palais de la Création enfantine Tchkalov, construit en 1913-1916 par Fiodor Litchak.

Numéros impairs
- N° 1 : ancien lycée impérial de garçons n° 1

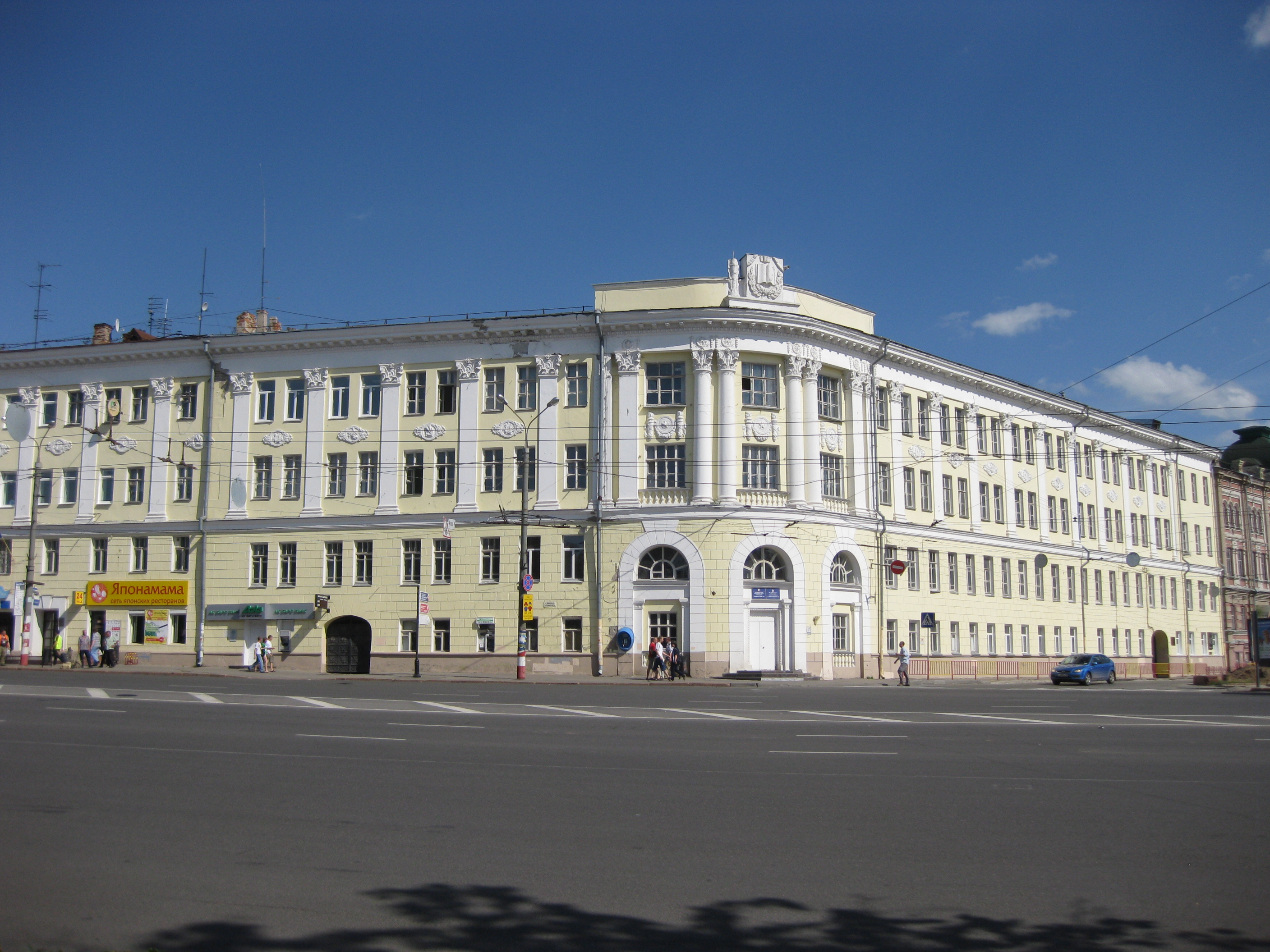
Ancien lycée de garçons à l'angle de la place de Minine et Pojarski.

- N° 5 : maison de l'architecte D.P. Silvanov
- N° 11 : hôtel particulier Toporkov
- N° 29 : maison du pharmacien I.F. Remler
- N° 3З : maison Volkov
- N° 35 :
- N° 39 : hôtel particulier du prince Tchegodaïev
- N° 41 : ancienne clinique psychoneurologique fondée par le Dr Kachtchenko, construite en 1886-1888
- N° 43 : maison où vécut P.N. Skvortsov

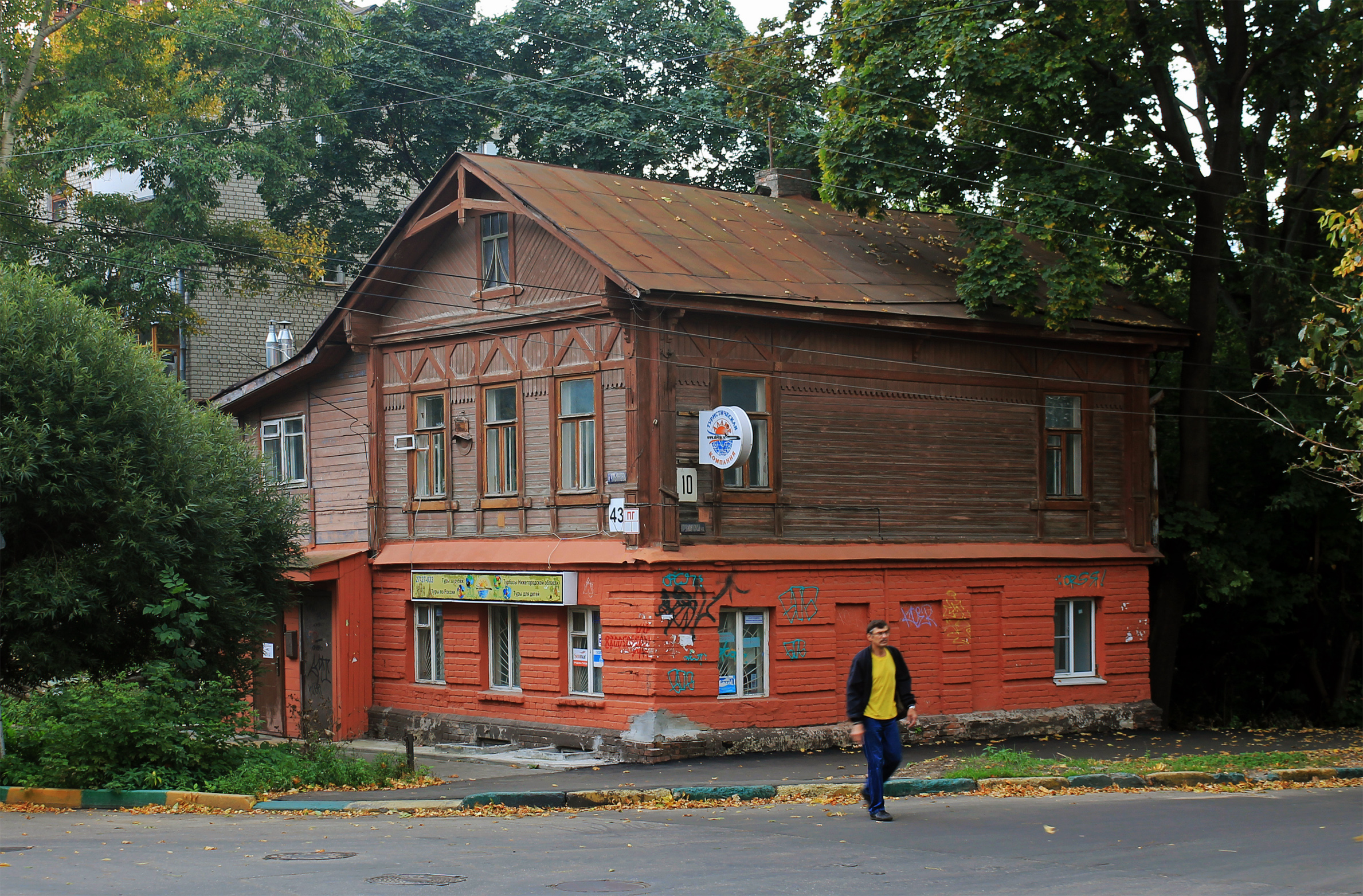
N° 43.

- N° 45А : maison où vécut R.E. Alexeïev

Numéros pairs

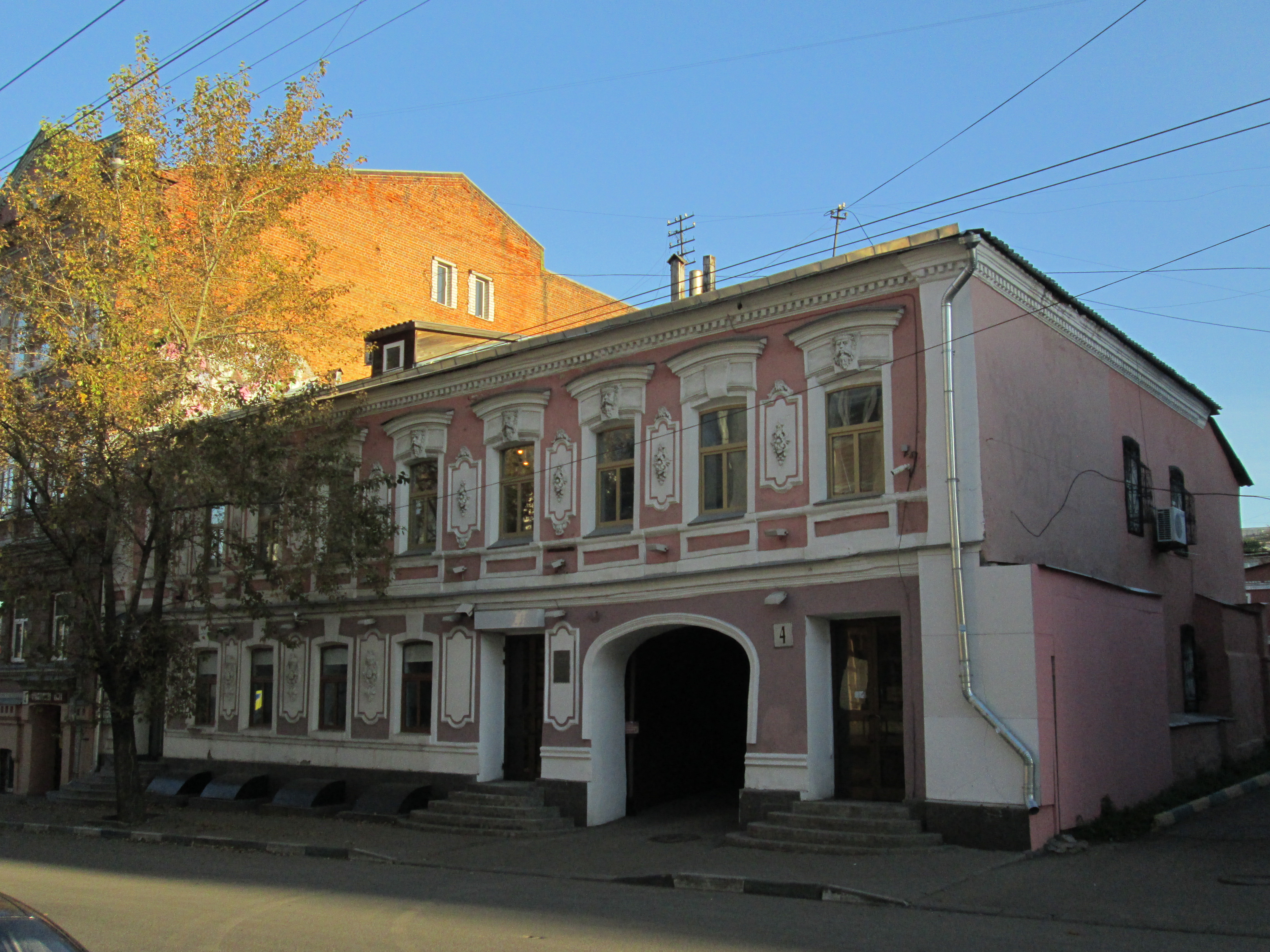
Maison Abrekov.

- N° 2 : immeuble de rapport du crédit municipal
- N° 4 : maison Abrekov

- N° 6 : maison Chtchepetov

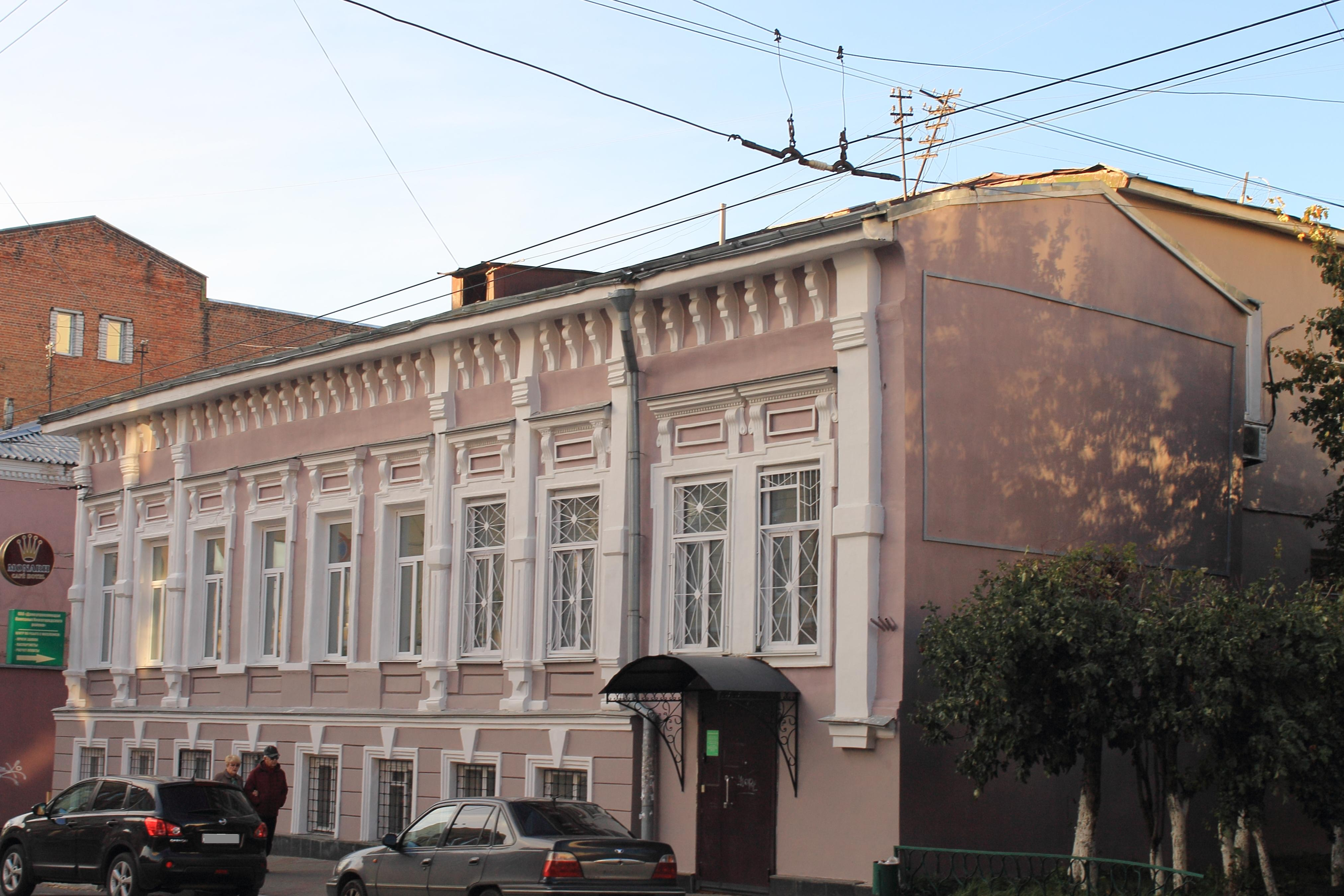
Maison Chtchepetov.

- N° 8 : maison de bois où vécut Karamzine en 1812-1813
- N° 10 : ancien orphelinat

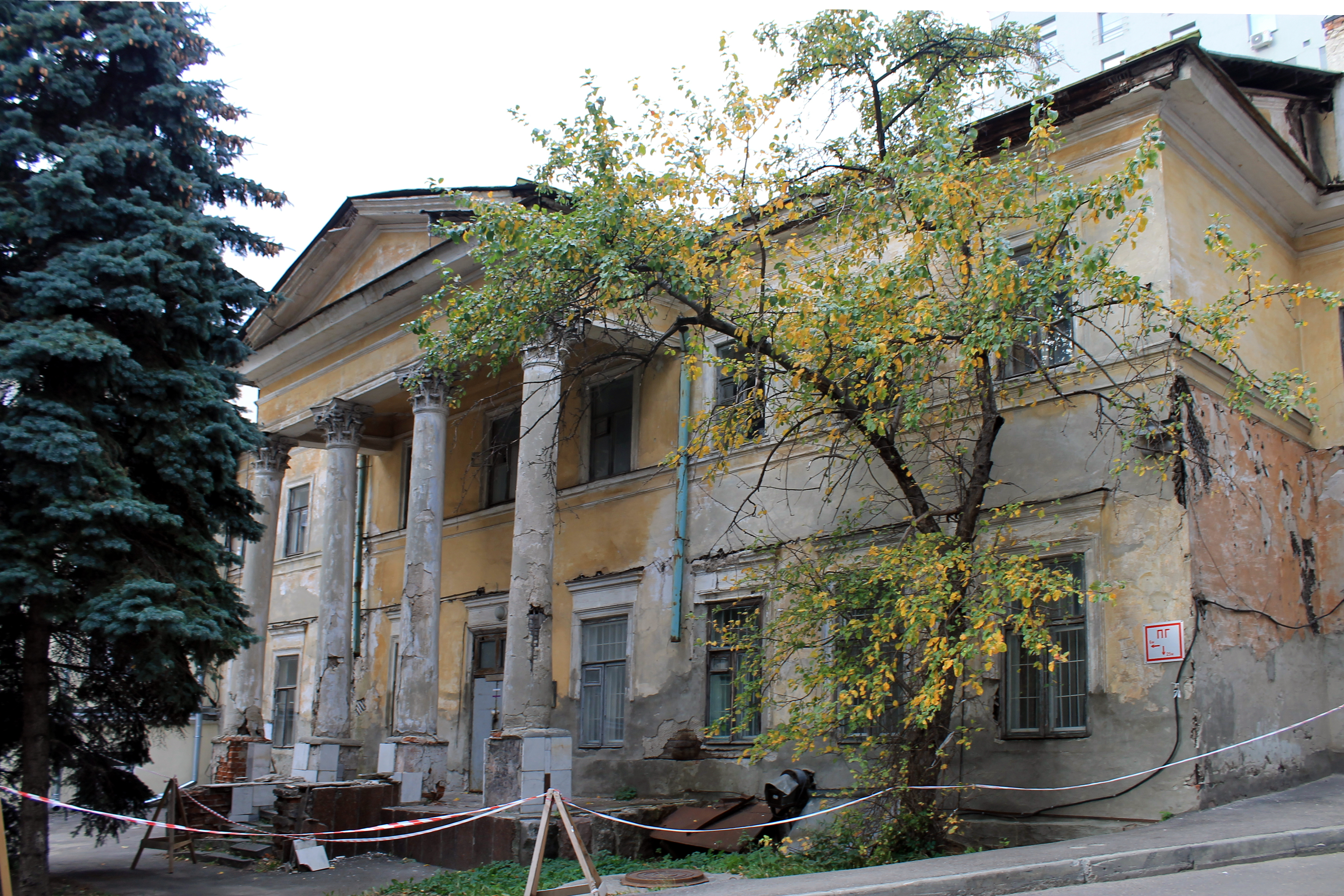
Façade de l'hôtel particulier de l'évêque Jean-Damascène.

- N° 10b : hôtel particulier de l'évêque Jean-Damascène construit à la fin du XVIIIe siècle
- N° 10d : aile subsistante de l'hôtel particulier d'I.I. Kirizeïev

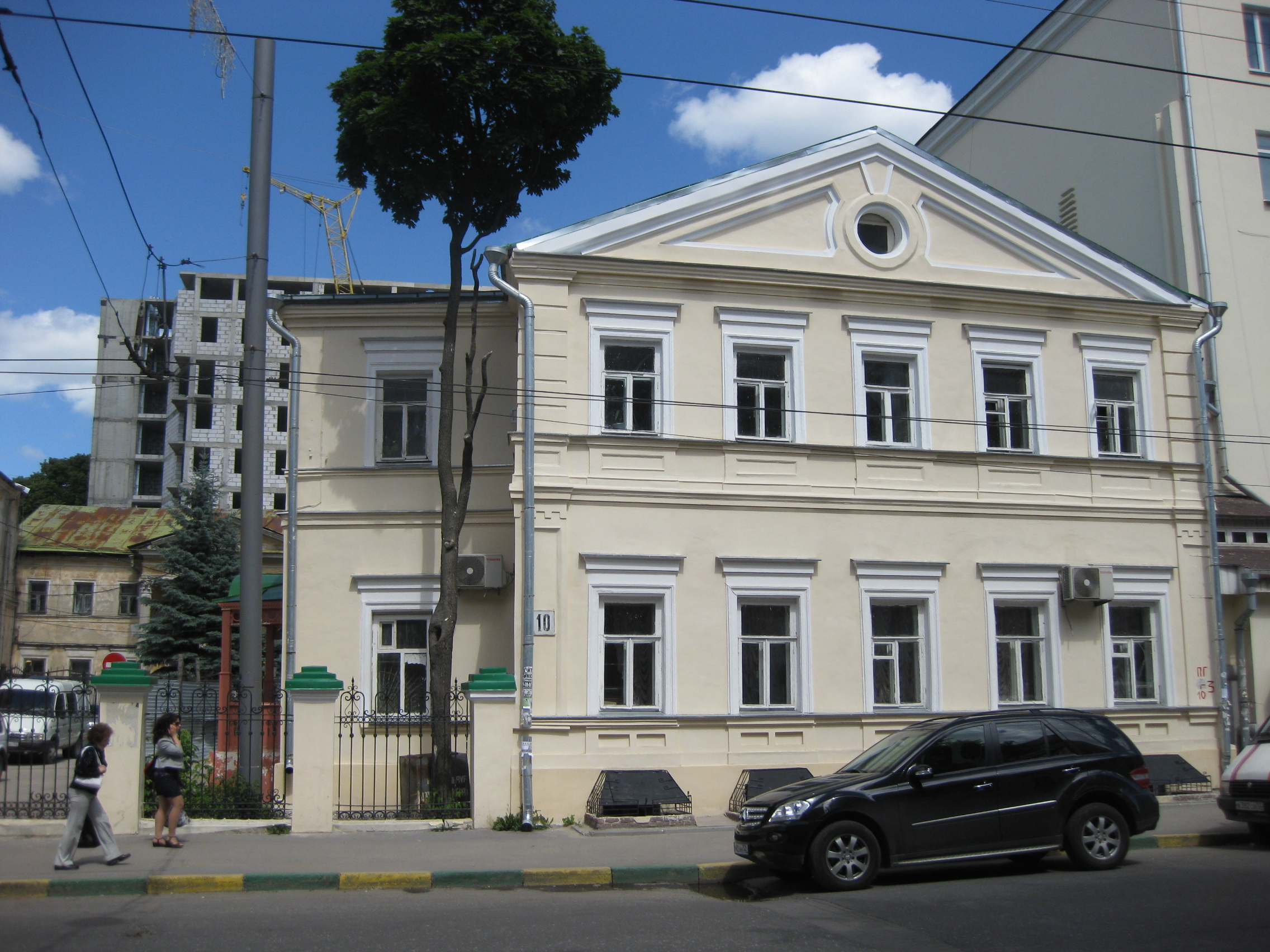
Aile subsistante de l'hôtel particulier Kirizeïev.

- N° 36/12 : ancienne école de district construite en 1837-1839 en style néoclassique
- N° 32-34 :
- N° 34a : maison de l'architecte N.P. Ivanov
- N° 36 : maison de l'industriel Eloukhenov
- N° 38 : maison où vécut le révolutionnaire Serge Mitskevitch (1869-1944)
- N° 42 : maison natale de l'écrivain Melnikov-Petcherski

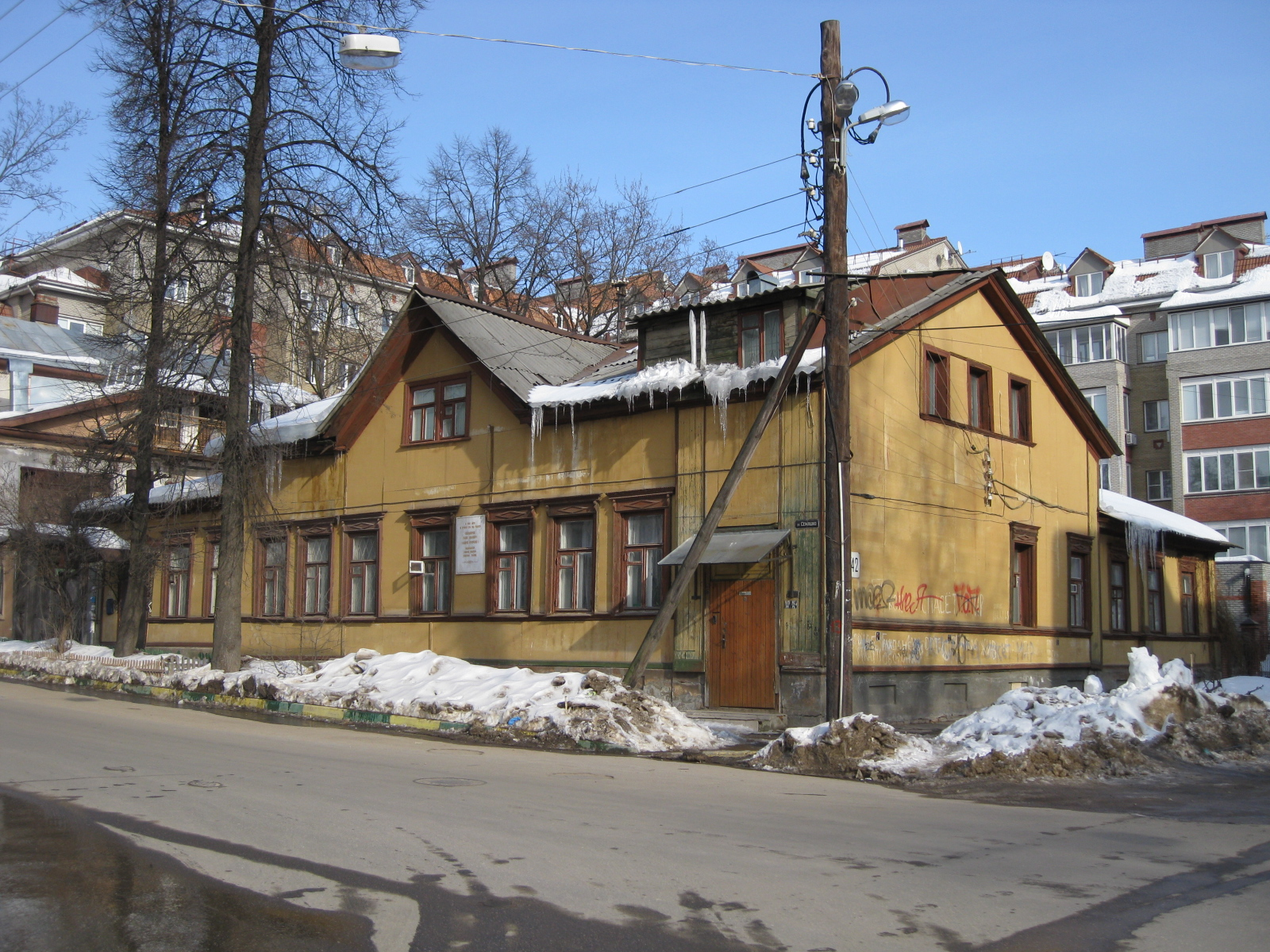
Maison natale de Pavel Melnikov.

- N° 52-54a :

## Résidents fameux

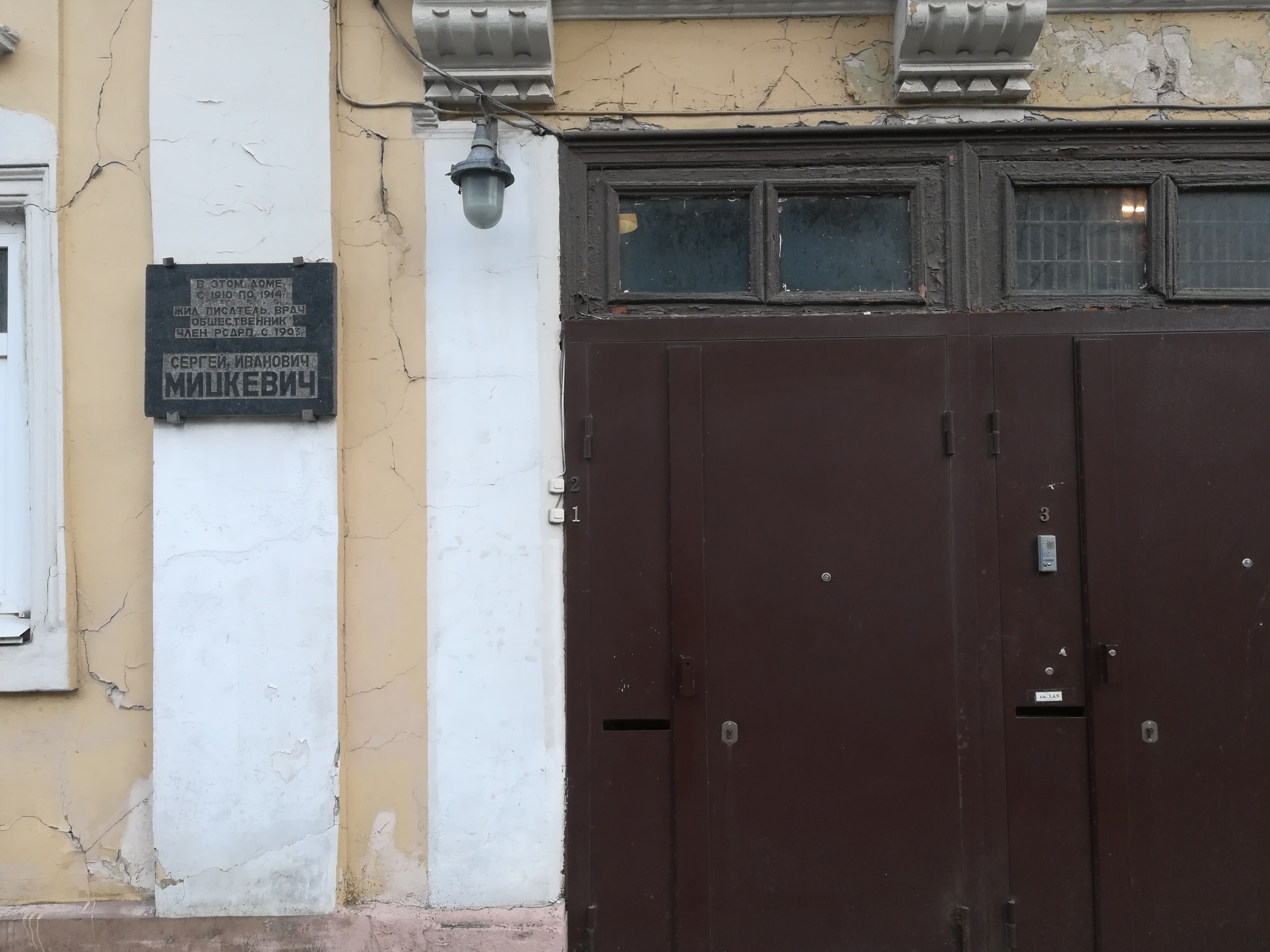
N° 38, plaque en hommage à Serge Mickiewicz.

- N° 38, Serge Mickiewicz (1869-1944), révolutionnaire (plaque)

## Circulation
La partie de la rue Piskounov à la rue Semachko est à sens unique.